# Liste von Sakralbauten in Lehrte
Die Liste von Sakralbauten in Lehrte nennt Kirchengebäude und andere Sakralbauten in Lehrte, Region Hannover, Niedersachsen.

## Liste
| Bild | Name                                      | Ort           | Koordinaten                     | Konfession der Gemeinde              |
| ---- | ----------------------------------------- | ------------- | ------------------------------- | ------------------------------------ |
|      | Martinskirche                             | Ahlten        | 52° 21′ 45,1″ N, 9° 54′ 34″ O   | evangelisch-lutherisch               |
|      | St. Theresia                              | Ahlten        | 52° 22′ 6,1″ N, 9° 54′ 44,7″ O  | römisch-katholisch                   |
|      | Zum Heiligen Kreuz                        | Arpke         | 52° 23′ 6,7″ N, 10° 6′ 0,3″ O   | evangelisch-lutherisch               |
|      | Apostelkirche                             | Arpke         | 52° 23′ 19″ N, 10° 5′ 48″ O     | selbstständig evangelisch-lutherisch |
|      | Evangelisch Freikirchliche Gemeinde Arpke | Arpke         | 52° 23′ 4,7″ N, 10° 5′ 57,6″ O  | evangelisch-freikirchlich            |
|      | Martin-Luther-Haus                        | Hämelerwald   | 52° 21′ 9,8″ N, 10° 6′ 58,7″ O  | evangelisch-lutherisch               |
|      | Hl. Dreifaltigkeit                        | Hämelerwald   | 52° 21′ 26,6″ N, 10° 6′ 55,8″ O | römisch-katholisch                   |
|      | St.-Antonius-Kirche                       | Immensen      | 52° 23′ 40,2″ N, 10° 3′ 49,4″ O | evangelisch-lutherisch               |
|      | Nikolaus-Kirche                           | Lehrte        | 52° 22′ 14″ N, 9° 59′ 5,8″ O    | evangelisch-lutherisch               |
|      | Markuskirche                              | Lehrte        | 52° 22′ 54,1″ N, 9° 59′ 5,8″ O  | evangelisch-lutherisch               |
|      | Matthäuskirche                            | Lehrte        | 52° 22′ 21,1″ N, 9° 58′ 44,5″ O | evangelisch-lutherisch               |
|      | St.-Bernward-Kirche                       | Lehrte        | 52° 22′ 38,5″ N, 9° 58′ 10,4″ O | römisch-katholisch                   |
|      | Selimiye-Camii Moschee                    | Lehrte        | 52° 22′ 15,9″ N, 9° 58′ 46,3″ O | muslimisch                           |
|      | Neuapostolische Kirche                    | Lehrte        | 52° 22′ 9,9″ N, 9° 59′ 18,8″ O  | neuapostolisch                       |
|      | St.-Martins-Kirche                        | Sievershausen | 52° 22′ 27,6″ N, 10° 7′ 50,8″ O | evangelisch-lutherisch               |
|      | Evangelische Kirche St. Petri             | Steinwedel    | 52° 24′ 29,4″ N, 9° 59′ 8,8″ O  | evangelisch-lutherisch               |